# Anna Kamińska (kolarka)
Anna Kamińska (ur. 4 października 1983) – polska kolarka jeżdżąca na orientację, mistrzyni świata.

## Życiorys
Karierę sportową rozpoczęła w 1994 roku od trenowania biegu na orientację, co rozpoczęła dzięki starszym siostrom. Następnie w 2004 roku rozpoczęła uprawiać rowerową jazdę na orientację. Od 2005 roku jest członkinią kadry narodowej w rowerowej jeździe na orientację.
W 2010 roku podczas Mistrzostw Świata w Rowerowej Jeździe na Orientację w Montalegre zdobyła złoty medal w sprincie, a tym samym została pierwszym w historii reprezentantem Polski na mistrzostwach świata seniorów, który zdobył medal spośród którejkolwiek z dyscyplin orientacji sportowej. Za swoje osiągnięcie otrzymała tytuł najpopularniejszego sportowca roku 2010 w Warszawie.
Na Mistrzostwach Świata w 2011 roku zajęła drugie miejsce na średnim dystansie.
Jest także wielokrotną Mistrzynią Polski w rowerowej jeździe na orientację.
Anna Kamińska jest zawodniczką AZS WAT Warszawa, a jej trenerami są Jarosław Ukleja i Jan Cegiełka.